# HMS Centaur (1797)
HMS Centaur (1797) — 74-пушечный линейный корабль третьего ранга. Третий корабль Королевского флота, названный в честь персонажа античной мифологии кентавра. Заказан 17 января 1788, спущен на воду 14 марта 1797. Вступил в строй в июне 1797, капитан — Джон Маркхэм (англ. John Markham).
Служил в Средиземном море, в Канале, в Вест-Индии, на Балтике. Был флагманом Самуэля Худа в эскадре Подветренных островов и в Канале. Сражался с французами, испанцами, голландцами, датчанами, русскими. Отправлен на слом в 1819.

## Средиземное море
По вступлении в строй в 1797 году капитан Маркхэм присоединился с кораблем к Средиземноморскому флоту. В ноябре следующего года участвовал в оккупации Минорки. 13 ноября в составе эскадры из HMS Leviathan, HMS Argo, и вооруженных «купцов» Centaur участвовал в погоне за испанской эскадрой — со скромным успехом. Argo отбил назад шлюп HMS Peterel, взятый испанцами накануне.
На следующий год, 2 февраля 1799 года Centaur захватил испанский приватир La Vierga del Rosario. 16 марта у мыса Оропеза, совместно с HMS Cormorant загнал на берег 40-пушечный Guadaloupe, где тот и разбился. В июне вступил с короткую стычку с французами в виду Тулона, пока не подошло подкрепление от лорда Кейта.
19 июня 1799 года эскадра капитана Маркхэма захватила целиком французскую, состоявшую из фрегатов Junon (40), Alceste (36), Courageuse (32), и корветов Salamine (18) и Alerte (14). Призы были взяты в британскую службу под прежними названиями, за исключением Junon, переименованной в Princess Charlotte. Вскоре после этого Centaur вернулся в Англию.
Действуя в Канале в конце 1800 — начале 1801 года, Centaur перехватил и отправил в Плимут два голландских галиота, Bernstorff и Rodercken, с грузом текстильного сырья и орехов.
Ночью 10 марта 1801 года в составе Флота Канала, находясь под командой капитана Литтлхальса (англ. Littlehales), корабль столкнулся возле Черных Скал с однотипным HMS Mars. Centaur потерял грот-мачту и грот-стеньгу, два человека погибли и четверо получили травмы в результате падения. Mars потерял бушприт, княвдигед с гальюнами, фок-мачту и грот-стеньгу, и лишившись управления, едва не сел на камни у Иль-де-Ба (Бретань). В конце концов HMS Canada отбуксировал его в Коусэнд-бей, на подходах к Плимуту.
Последовавший военно-полевой суд полностью снял вину с офицеров HMS Mars, но лейтенант «Центавра» был наказан снятием 6 месяцев выслуги и списан с корабля.

## Вест-Индия

### Первый поход
В конце 1802 года Centaur направился в Вест-Индию, где вошел в эскадру адмирала Дакворта на Ямайке. Когда прибыл командующий эскадрой Подветренных островов коммодор Самуэль Худ, он поднял свой флаг на HMS Centaur.
26 июня 1803 корабль участвовал в захвате Сент-Люсии с цитаделью, фр. Morne Fortunée. Еще через три дня экспедиция отняла у французов Тобаго. После этого флот отправился на оккупацию голландских владений. 20 сентября во время захвата Демерары Centaur взял батавский корвет Hippomenes (14), охранявший вход в гавань Форт-Старбук (нидерл. Fort Stabroek), а также исполнявший роль конторы начальника над портом. Корвет был взят в британскую службу под названием HMS Hippomenes.
31 августа 1803 Centaur взял голландский корабль Good Hope с грузом вина и канатов. В сентябре Худ был отряжен к Мартинике для блокады бухт Форт-Ройял и Сен-Пьер. 22 октября, после семичасовой погони Centaur захватил французский приватир Vigilant (2 пушки, 37 человек команды). Утром батарея на мысу Сали́н, (Мартиника) открыла огонь по проходящему «Центавру». Худ встал на якорь в заливе фр. Petite Anse d'Arlette и приказал высадить десантную партию. Морские пехотинцы корабля, с помощью примерно 40 моряков уничтожили батарею, сбросив с обрыва шесть 24-фунтовых пушек. Охранявшие батарею ополченцы имели 2-фн бронзовую пушку, но бежали не оказав сопротивления, хотя десанту пришлось взбираться по крутой узкой тропе. К несчастью, Centaur понес потери: один человек погиб, три офицера и шесть матросов ранены при преждевременном подрыве порохового магазина. Затем Centaur обнаружил вторую батарею из двух 42-фн и одной 32-фн пушки, между этим заливом и соседним фр. Grande Anse d'Arlette. Французы покинули её при приближении десанта. И снова моряки сбросили пушки с обрыва, уничтожили батарею и боеприпасы.

### Мартиника и Даймонд Рок

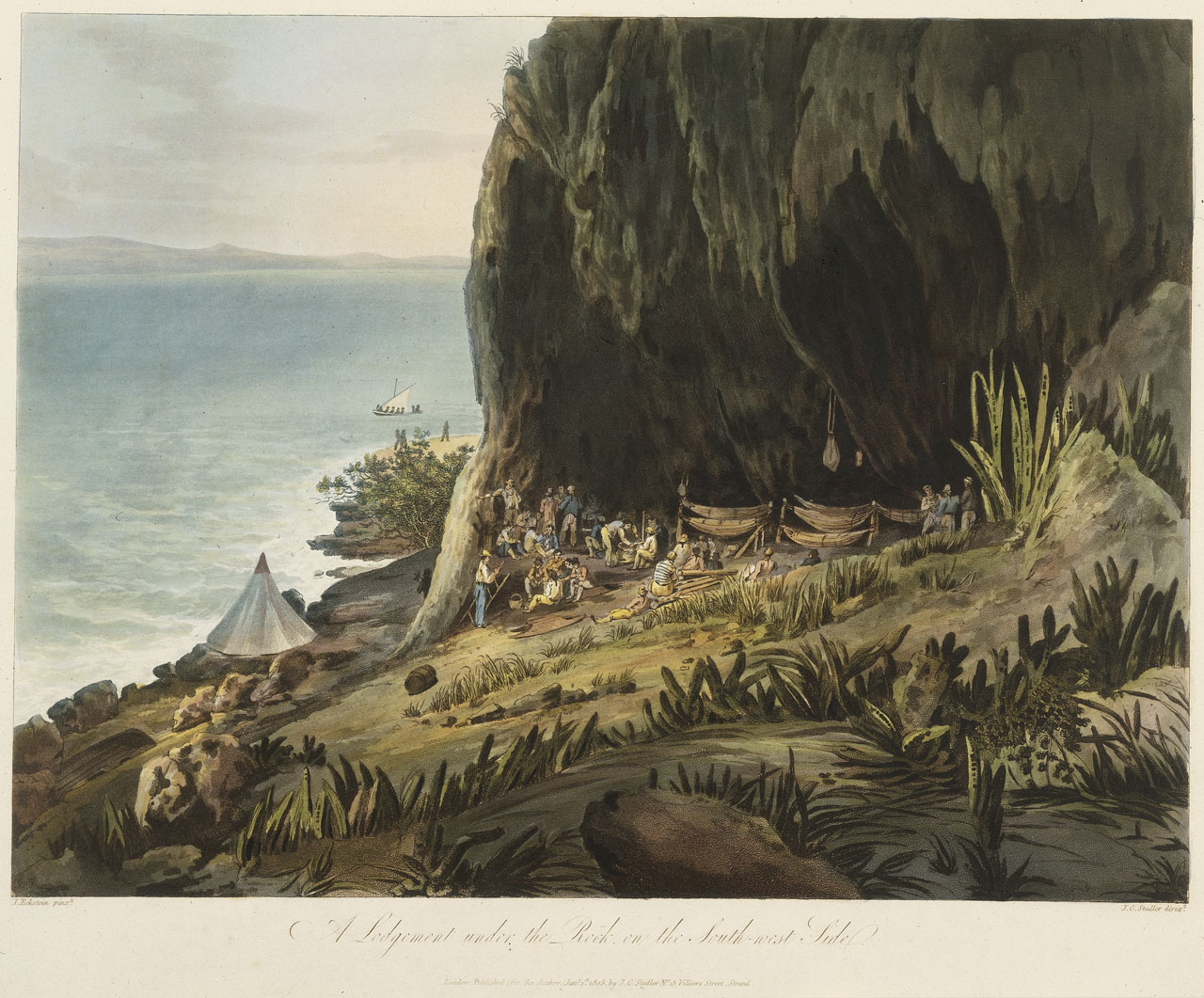
И. Экштейн. Лагерь на Diamond Rock, 1805

1 декабря корабль стоял на якоре в бухте Форт-Ройял. Сигнальщики обнаружили примерно в шести милях шхуну со шлюпом на буксире. Centaur выбрал якорь и отправился в погоню. Через 75 миль британцы захватили шхуну, оказавшуюся приватиром Sophie с Гваделупы. На ней было 46 человек. Вооружение из 8 пушек она сбросила за борт, пытаясь уйти. Буксируемый шлюп она тоже бросила. За ним был отправлен посыльный бот Sarah. Оказалось, что шлюп был уведен французами из Куланд-бей, Тобаго, с грузом сахара.
Худ взял Sophie в британскую службу, и поручил её командиру, лейтенанту Донетту (англ. William Donnett) патрулировать пролив между скалой Даймонд Рок и Мартиникой. Доннетт часто наведывался на скалу, собирая толстую прочную траву на матросские шляпы, и похожие на капусту листья Callaloo, которые помогали командам Sophie и Centaur избегать цинги, да и разнообразили рационы, давно сведенные к солонине.
В конце 1803 — начале 1804 года Centaur (капитан Мюррей Максвелл, англ. Murray Maxwell) основал на Даймонд Рок форт, зачисленный в списки флота как HMS Diamond Rock, и поставил в нем гарнизон в 120 человек из команды корабля. Командиром был назначен первый лейтенант «Центавра» Джеймс Мори́с (англ. James Wilkes Maurice). С приданной в качестве тендера Sophie, форт стал важным звеном в кольце блокады Мартиники. Один источник утверждает, что еще до окончания постройки Sophie взорвалась от неизвестной причины, при этом погибла вся команда, кроме одного человека. HMS Diamond Rock выдержал четыре штурма, но 3 июня 1805 остался без воды и почти без пороха, и вынужден был сдаться.
3 февраля 1804 набегом шлюпок HMS Centaur с киленбанки (фр. Carénage), из-под пушек в бухте Форт-Ройял был уведен 18-пушечный бриг-корвет Curieux. Потери французов составили 40 человек убитыми и ранеными, потери англичан 9 раненых. Бриг перешел в британскую службу под названием HMS Curieux, командир — лейтенант Джордж Беттесворт (англ. George Bettesworth) с «Центавра».

### Территориальные захваты

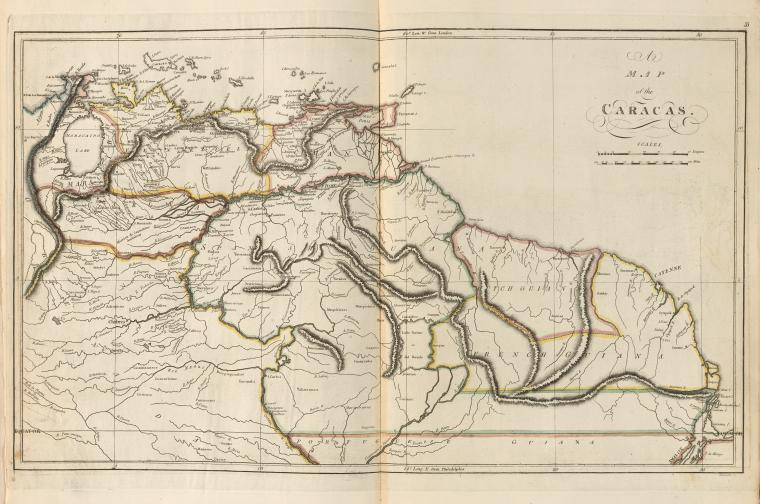
Карта Венесуэлы, включая Тобаго и Суринам, ок.1760-1839

25 апреля 1804, после недельного перехода с Барбадоса, Centaur прибыл к устью реки Суринам. Его сопровождали HMS Pandour, HMS Serapis, HMS Alligator, HMS Hippomenes, вооруженный ост-индский Drake, 10-пушечная шхуна HMS Unique и транспорта с 2000 пехоты под командой бригадного генерала сэра Чарльза Грина (англ. Charles Green). Голландский губернатор отклонил предложение сдаться. С потерей 4 человек Centaur штурмом взял батарею Фридерики. 5 мая голландцы сдались, и Худ назначил командира Hippomenes Шипли (англ. Conway Shipley) на Centaur, с производством в полные капитаны. Днем раньше Адмиралтейство произвело его в капитаны бывшего французского HMS Sagesse (28), который он и принял позже на Ямайке. Тогда Худ поставил на Centaur Ричардсона (англ. William Richardson) бывшего капитана фрегата Alligator (28); 27 сентября Адмиралтейство утвердило это назначение.
В июле 1804 Centaur отбил английский работорговый корабль Elizabeth, и взял приватир: шхуну Betsey, идущие в балласте. В декабре вернул захваченное английское судно Admiral Peckenham. Весной 1805 года корабль отправился в Англию, затем вернулся на Подветренные острова.

### Второй поход
29 июля 1805 под командой капитана Уитби (англ. Henry Whitby), в составе эскадры капитана де Курси (англ. De Courcy), следовавшей на усиление к Нельсону, корабль попал в ураган. Ураганом снесло мачты, оторвало руль и переломало все шлюпки. Падение грот-мачты вызвало серьёзную течь на правой раковине. В течение шестнадцати часов помпы едва справлялись с поступающей водой. Чтобы удержать корабль на плаву, были сброшены за борт все пушки, кроме последней дюжины. Когда волна умерилась, команда сумела подвести парус под днище и укрепить шпангоуты, обмотав их швартовными концами. После этого HMS Eagle (74) отбуксировал корабль в Галифакс, где его встретил комиссар Инглефилд, в прошлом капитан предыдущего HMS Centaur, затонувшего во время урагана 16-17 сентября 1782.
Где-то в конце 1805 капитан Уитби женился на Доротее Инглефилд, младшей дочери чиновника. Уитби хотел остаться в Галифаксе, и перевелся на HMS Leander (50) 4 ранга. Командование HMS Centaur принял капитан Тальбот (англ. John Talbot), который 5 декабря и вышел на нём в Англию.

## Восточная Атлантика и Канал
В 1806 году, в составе Флота Канала, Centaur (капитан Уэбли, англ. William Henry Webley) поднял флаг коммодора эскадры, Самуэля Худа при Рошфоре. 16 июля все корабли эскадры, а также HMS Indefatigable и HMS Iris отрядили по шлюпке для набега на два корвета и конвой в устье Гаронны. Первый лейтенант «Центавра» Сибли (англ. Edward Reynolds Sibley) был тяжело ранен при нападении на больший из корветов, Caesar. Еще семь человек из команды были ранены в безуспешной погоне за конвоем, уходившим вверх по реке.
В бою 25 сентября 1806 Centaur захватил французский Armide (40), и участвовал во взятии Infatigable, Gloire и Minerve. Все они были взяты в британскую службу под прежними названиями. Centaur потерял 3 человек убитыми и 3 ранеными. Кроме того, мушкетная пуля раздробила Худу руку, которую пришлось ампутировать. Ранение заставило его уйти вниз, оставив корабль на лейтенанта Кейза (англ. William Case). В этом бою Centaur потерял почти весь нижний такелаж.
30 ноября 1806 Centaur покинул Спитхед с приказом влиться в секретную экспедицию к Островам Зеленого мыса. Но по прибытии обнаружил, что экспедиция уже ушла. После этого он с небольшой эскадрой крейсировал между Мадейрой и Канарскими островами, затем вернулся в Англию.

## Балтийское море

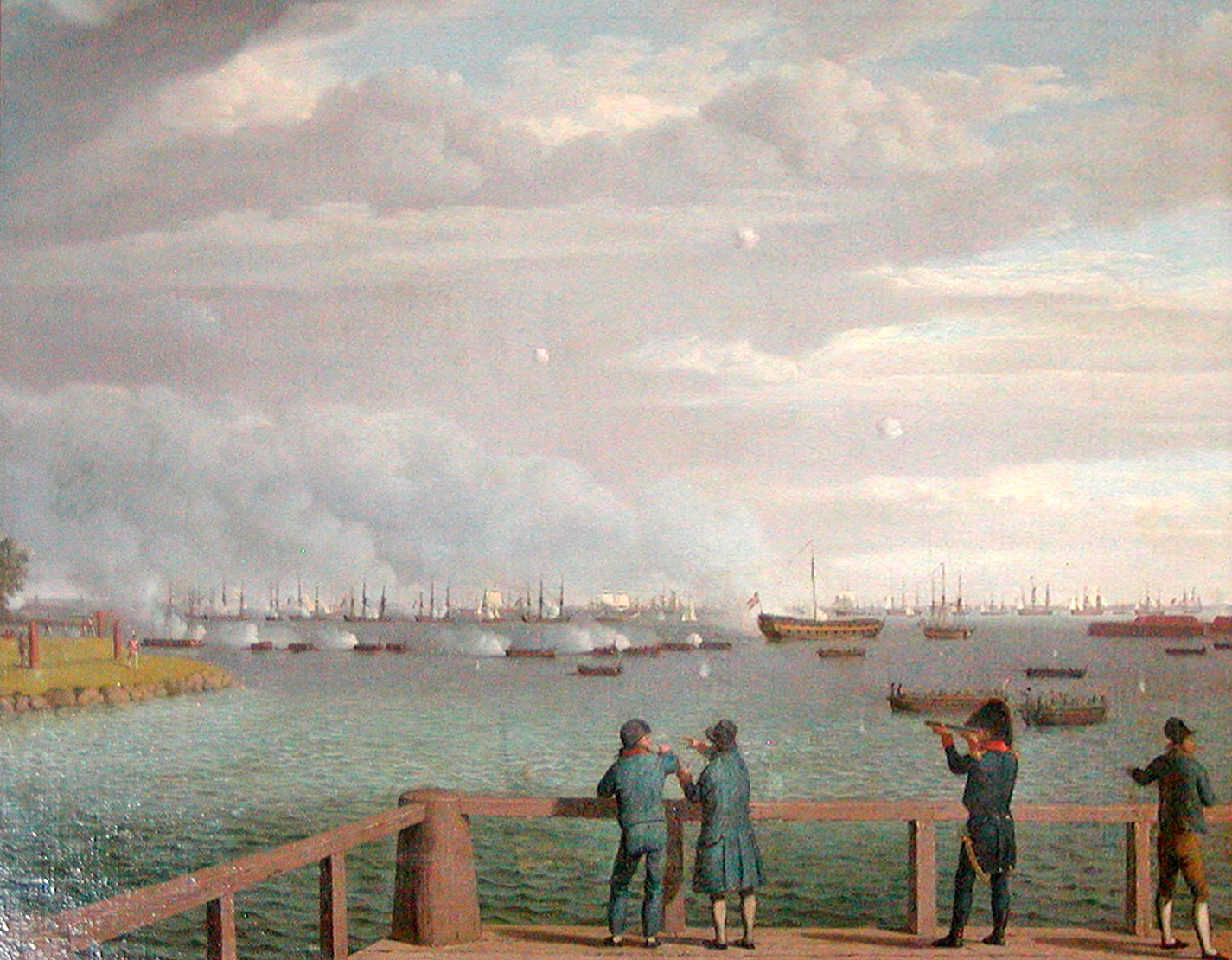
Английские корабли в Копенгагене, 1807

26 июля 1807 года Centaur (капитан Уэбли) под флагом коммодора Худа, в составе флота из 38 кораблей адмирала Гамбье, пошел на Копенгаген. С 15 августа по 20 октября участвовал во Второй битве при Копенгагене, где Гамбье, совместно с генералом лордом Кэтчертом (англ. William Cathcart) упреждающей атакой захватил датский флот.
Летом 1807 года Самуэль Худ был произведен в контр-адмиралы. Приняв командование флотом при Копенгагене, он 8 октября поднял адмиральский флаг на HMS Centaur. Шлюпки «Центавра» осуществляли блокаду гавани, перехватывая любые попытки снабжения с Балтики. Его куттер перехватил датский посыльный бот, направлявшийся к острову Борнхольм. Датчанин приткнулся к берегу под обрывом, где нашел защиту сухопутных войск при нескольких пушках. Их огнём был убит командующий куттером лейтенант. Несмотря на это, оставшиеся два офицера с командой овладели призом и увели его на буксире. Штурманский помощник Джон Уолкот (англ. John Walcott) получил за это производство в лейтенанты и отвечал за сигналы и связь. (Впоследствии он служил у Худа флаг-лейтенантом до самой смерти последнего в 1814 в Мадрасе.) 
Около 24 декабря корабль ненадолго вышел в Атлантику, приняв участие в оккупации Мадейры.
В начале 1808 года Россия начала Финскую войну, в ответ на отказ Швеции уступить давлению и присоединиться к антибританской коалиции, захватила Финляндию и аннексировала её в качестве великого княжества в составе империи. Британия решила принять контрмеры, и в мае послала на Балтику флот вице-адмирала Сумареса, куда входил Centaur.
9 июля русский флот вышел из Кронштадта. Против них шведы собрали 11 линейных кораблей и 5 фрегатов возле Эре и Юнгфрусунда. 16 августа Сумарес послал им в подкрепление HMS Centaur и HMS Implacable, также 74-пушечный (капитан Томас Мартин, англ. Thomas Byam Martin). 19 августа британские корабли предприняли погоню за двумя русскими фрегатами, на следующий день присоединились к шведской эскадре.

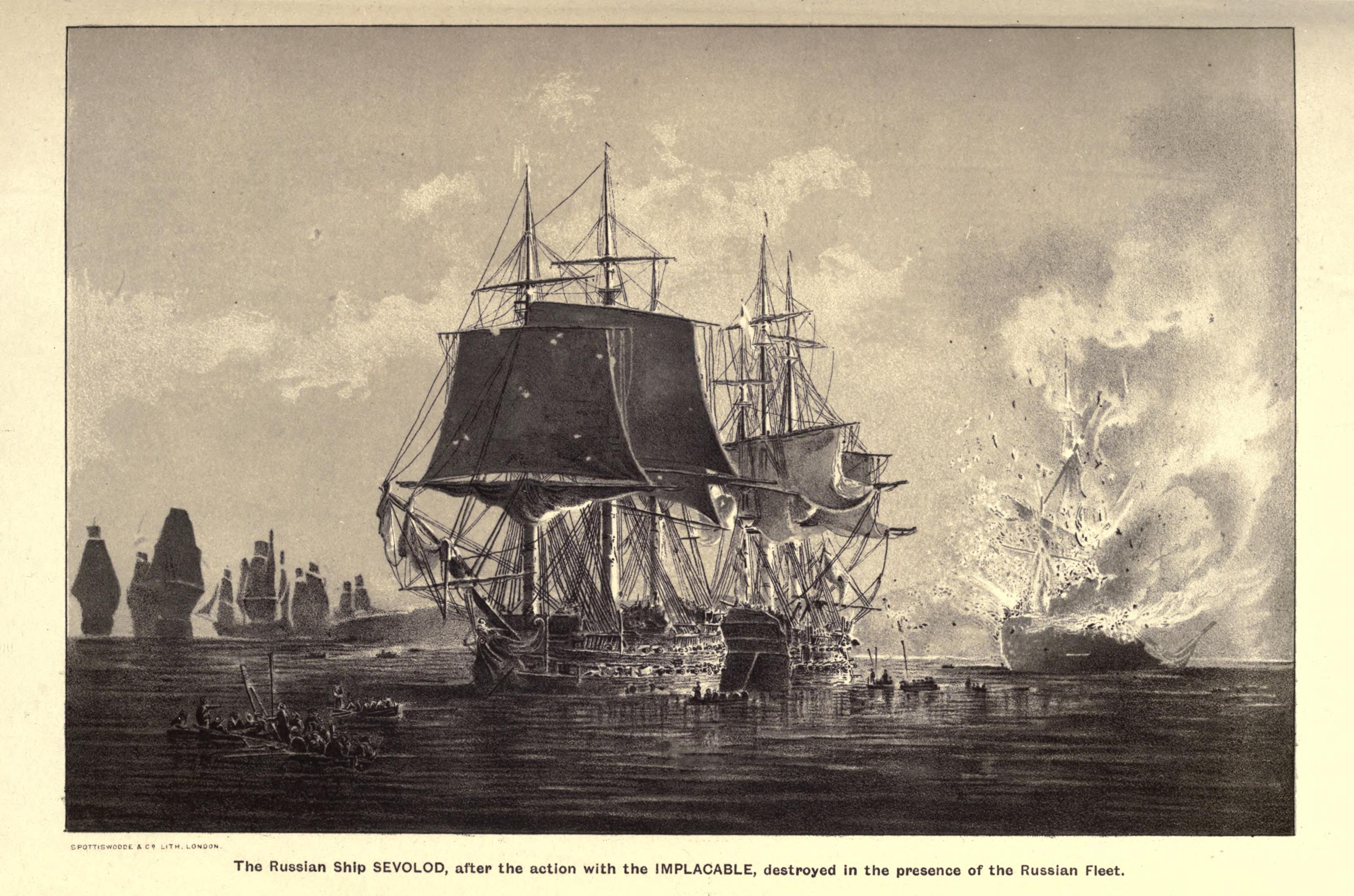
«Всеволод» (горит) против HMS Implacable и HMS Centaur

22 августа русский флот из 9 линейных кораблей, 5 больших фрегатов и 5 малых вышел с Ханко, угрожая шведам. Тремя днями позже шведы с двумя британцами вышли от Эре им навстречу. Эскадры противников были примерно равны по силе, но русские стали отступать, англо-шведская эскадра начала преследование. Centaur и Implacable, лучшие ходоки, чем шведские, постепенно вырывались вперед, и Implacable нагнал 74-пушечный «Всеволод» под командованием капитана 2-го ранга Д. В. Руднева. Корабли начали обмен залпами. «Всеволод» понес тяжелый урон и сел на мель. Он спустил флаг, но Худ отозвал Implacable, поскольку приближался русский флот. В этом бою потери Implacable составили 6 убитых и 26 раненых, потери «Всеволода» — около 48 убитых и 80 раненых.
Русский фрегат отбуксировал «Всеволод» в Рогервик, но Centaur смог отогнать шлюпки, пытавшиеся ввести покалеченный корабль в гавань. Партия моряков Centaur сумела принайтовить его бизань к бушприту «Всеволода», затем открыла огонь. Оба корабля сели на мель, обе стороны предприняли попытки абордажа. Но затем подошел Implacable и после 10 минут обстрела принудил «Всеволод» сдаться. Implacable снял Centaur с мели. Англичане сняли пленных и подожгли «Всеволод»; спустя несколько часов он взорвался. Centaur потерял 3 человек убитыми и 27 ранеными. «Всеволод», получивший после первого боя около 100 человек пополнения, потерял 124 убитыми и ранеными. 56 человек из команды смогли доплыть до берега и избежали плена.

## Возврат в Средиземное море
В 1809 году на корабль прибыл мичманом Фредерик Марриет, впоследствии ставший известным писателем. Он продолжил службу в Средиземном море под командой Худа. Однажды, во время крейсерства под Тулоном, Марриет прыгнул за борт, спасая упавшего с грота-рея матроса.
Капитан Джон Уайт (англ. John Chambers White) привел HMS Hibernia в Порт-Маон, для службы в роли флагманского корабля Худа. После этого Уайт принял командование HMS Centaur. Он участвовал в обороне Таррагоны, осажденной войсками маршала Сюше с мая 1811 года. Капитаны Кодрингтон, Уайт и Адам почти каждую ночь пересаживались в шлюпки и командовали эвакуацией женщин с детьми и раненых под прикрытием темноты. 21 июня французы ворвались в город и перебили несколько тысяч человек, включая женщин и детей, взяли около 10 000 пленных и подожгли город. Шлюпки эскадры смогли спасти всего около 500-600 жителей. 28 июня команда катера с «Центавра» вступила в бой с французами на берегу под Таррагоной. Потери были 2 убитых и 3 раненых.
Centaur вернулся в Плимут в октябре 1813 года.

## Флот Канала
Вначале Centaur пошел к острову Сент-Элен (Квебек) и Западным (Азорским) островам. Но к ноябрю 1813 прибыл к Шербуру.
Вечером 6 апреля 1814 корабль прибыл к устью Жиронды, готовясь совместно с HMS Egmont атаковать французский Regulus (74) и три брига, а также прикрывающие их береговые батареи. Еще до начала атаки обнаружилось, что корабли противника горят (вероятно, подожжены командами), и к утру сгорели полностью. К 9 апреля команда из морских пехотинцев и моряков HMS Belle Poule (38, капитан Джордж Харрис, англ. George Harris) по очереди штурмовала и уничтожила батареи Pointe Coubre, Pointe Nègre, Royan, Soulac, и Mèche.

## Окончание службы
После Наполеоновских войн Centaur сделал еще пять походов, включая один в Квебек. Весной 1815 года, под командой капитана Колфилда (англ. T. G. Caulfield) он вместе с HMS Chatham снова вышел к Западным островам. 26 августа вышел с Мыса Доброй Надежды в Англию, куда прибыл 13 ноября. Через три дня, в Плимуте, корабль был выведен в резерв, а в 1819 отправлен на слом.